# Назорей
Назорей (ивр. נָזִיר‎ [назир] «посвящённый Богу») — в иудаизме человек, принявший обет (на определённое время или навсегда) воздерживаться от употребления винограда и произведённых из него продуктов (в первую очередь, вина), не стричь волос и не прикасаться к умершим (Чис. 6:1-21). Степень святости назорея приближается к святости коэна и даже первосвященника. В случае нарушения обета назорей должен остричь голову, принести искупительную жертву в Храме и начать свой обет сначала.
О назореях упоминают иудейский историк Иосиф Флавий и Талмуд.
Термин используется также иногда в значении «назарянин» (житель города Назарет).
В целом уже Талмуд не одобряет практики назорейства, так как аскетизм противоречит духу иудаизма (Нед. 77б; Наз. 19а и др.). Постепенно практика назорейства вышла из употребления, и в средние века не встречается упоминаний о назореях (а слово назир стало обозначать монаха в применении к другим религиям).

## В Ветхом Завете
Упоминание о назореях содержится в отдельных частях Ветхого Завета. Так про Самсона говорится «младенец сей будет назорей Божий» (Суд. 13:5), пророк Самуил был посвящён Богу на всю жизнь «на все дни жизни» (1Цар. 1:11).
Назореи сами по себе, подобно пророкам, служили примером самоотвержения и святой жизни (Амос. 2:11, 12).

## В Новом Завете
Назореем в Евангелии называется Иисус Христос (Мф. 2:23). В других местах Нового Завета и у первых христиан также есть и другие упоминания о назорействе. Наиболее известным из назореев был Иоанн Креститель (Лук. 1:15), который не пил вина и вёл крайне аскетический образ жизни в пустыне.
Представителем назорейства в Деяниях апостолов назван Павел (Деян. 24:5). Таким образом, назореями евреи, а позже и арабы, называли христиан.
Лица, произнёсшие обет назорейства вне Иудеи и не имевшие возможности явиться в Иерусалимский храм по окончании своего обета, довольствовались хранением воздержания, требуемого законом, и обрезанием своих волос у себя дома в той местности, в которой проживали. Приношения и жертвы, которые по предписанию закона Моисеева они должны были лично приносить в Храме, откладывались ими тогда до более удобного случая, то есть до времени посещения Иерусалима. Поэтому апостол Павел, произнёсший обет, подобный назорейскому, будучи в Коринфе, остриг себе волосы в Кенкреях, но отложил полное исполнение своего обета до времени своего прибытия в Иерусалим.